# Naque
Naque é um município brasileiro no interior do estado de Minas Gerais, Região Sudeste do país. Localiza-se no Vale do Rio Doce e pertence ao colar metropolitano do Vale do Aço, estando situado a cerca de 260 km a leste da capital do estado. Ocupa uma área de 127,173 km², sendo que 1,6 km² estão em perímetro urbano, e sua população em 2022 era de 6 303 habitantes.
A sede tem uma temperatura média anual de 21 °C e na vegetação original do município predomina a Mata Atlântica. Com 94% da população vivendo na zona urbana, a cidade contava, em 2009, com sete estabelecimentos de saúde. O seu Índice de Desenvolvimento Humano (IDH) é de 0,675, classificado como médio em relação ao estado.
A exploração da área da atual cidade teve início em meados do século XIX, sob o comando do francês Guido Marlière, abrindo caminho para a formação de um povoamento no começo do século XX. Em 1937, a localidade se tornou distrito de Governador Valadares, sendo anexada a Açucena em 1943 e emancipada em 21 de dezembro de 1995. O município está situado às margens do rio Santo Antônio, além de ser cortado pela Estrada de Ferro Vitória a Minas (EFVM) e pela BR-381, que atende ao lugar desde o final da década de 1960.
A agropecuária, o comércio e a prestação de serviços configuram-se como principais fontes empregadoras da população naquense. Eventos festivos tais como a Cavalgada de Naque, as festividades do aniversário da cidade, as festas juninas e as comemorações religiosas do dia de Santo Antônio, padroeiro municipal, são algumas das manifestações culturais proeminentes.

## História
Antes de iniciar-se a exploração da região do atual município de Naque, várias expedições eram realizadas ao longo dos cursos dos rios Santo Antônio e Doce e afluentes, visando a explorar as redondezas. A área era originalmente habitada pelos índios botocudos, que viviam às margens dos rios. O desbravamento teve início sob comando do francês Guido Marlière, em meados do século XIX, no entanto o primeiro morador que se tenha notícia foi Antônio Barrinha, que afixou-se no local no começo do século XX e deu início ao povoado, que mais tarde foi batizado de Barra do Santo Antônio e, posteriormente, Naque, que significa "barro vermelho" em tupi-guarani.
Por volta de 1911, foi iniciada a locação da Estrada de Ferro Vitória a Minas (EFVM) na localidade. A partir da foz do rio Santo Antônio, próxima à atual cidade, a ferrovia seguiria a margem do rio e alcançaria Peçanha, no entanto o foco foi alterado para Itabira devido ao desenvolvimento da mineração em função da extração de minério de ferro no município. Na mesma ocasião foi inaugurada a primeira estação ferroviária de Naque, que mais tarde seria demolida e substituída pela atual, inaugurada em 13 de fevereiro de 1950. Através do decreto-lei nº 32, de 31 de dezembro de 1937, o povoamento, que pertencia até então a Peçanha, foi elevado à categoria de distrito e anexado ao recém-criado município de Figueira (mais tarde Governador Valadares).
Pelo decreto-lei estadual nº 148, de 17 de dezembro de 1938, Naque perdeu território para constituir o distrito de São Félix (atual Felicina, pertencente a Açucena) e pelo decreto-lei estadual nº 1.058, de 31 de dezembro de 1943, passou a fazer parte do município de Açucena. Entre 1969 e 1971, foi construído o trecho Ipatinga–Governador Valadares da então MG-4, atual BR-381, e com isso o local passou a ter acesso facilitado à capital mineira. Dado o desenvolvimento econômico e populacional, a emancipação de Naque foi decretada pela lei nº 12.030, de 21 de dezembro de 1995, instalando-se em 1º de janeiro de 1997.
Em 13 de julho de 2019, a cidade gerou repercussão após o então prefeito Hélio Pinto de Carvalho (PSDB) ser assassinado a tiros pelo vereador Marcos Alves de Lima (DC), por uma suposta discussão a respeito da divisa de um loteamento. No entanto, havia desavenças passadas entre os dois. Hélio havia sido eleito nas eleições de 2012 e reeleito em 2016.

## Geografia
A área do município, segundo o Instituto Brasileiro de Geografia e Estatística (IBGE), é de 127,173 km², sendo que 1,6546 km² constituem a zona urbana. Situa-se a 19º13'49" de latitude sul e 42°19'42" de longitude oeste e está a uma distância de 256 quilômetros a leste da capital mineira, fazendo parte do colar metropolitano do Vale do Aço juntamente com outras 23 cidades (além dos quatro municípios principais). Seus municípios limítrofes são Periquito, a norte; Açucena, a oeste; Belo Oriente, a sul; e Iapu, a leste.
De acordo com a divisão regional vigente desde 2017, instituída pelo IBGE, o município pertence às Regiões Geográficas Intermediária e Imediata de Ipatinga. Até então, com a vigência das divisões em microrregiões e mesorregiões, fazia parte da microrregião de Ipatinga, que por sua vez estava incluída na mesorregião do Vale do Rio Doce.

### Relevo, hidrografia e meio ambiente

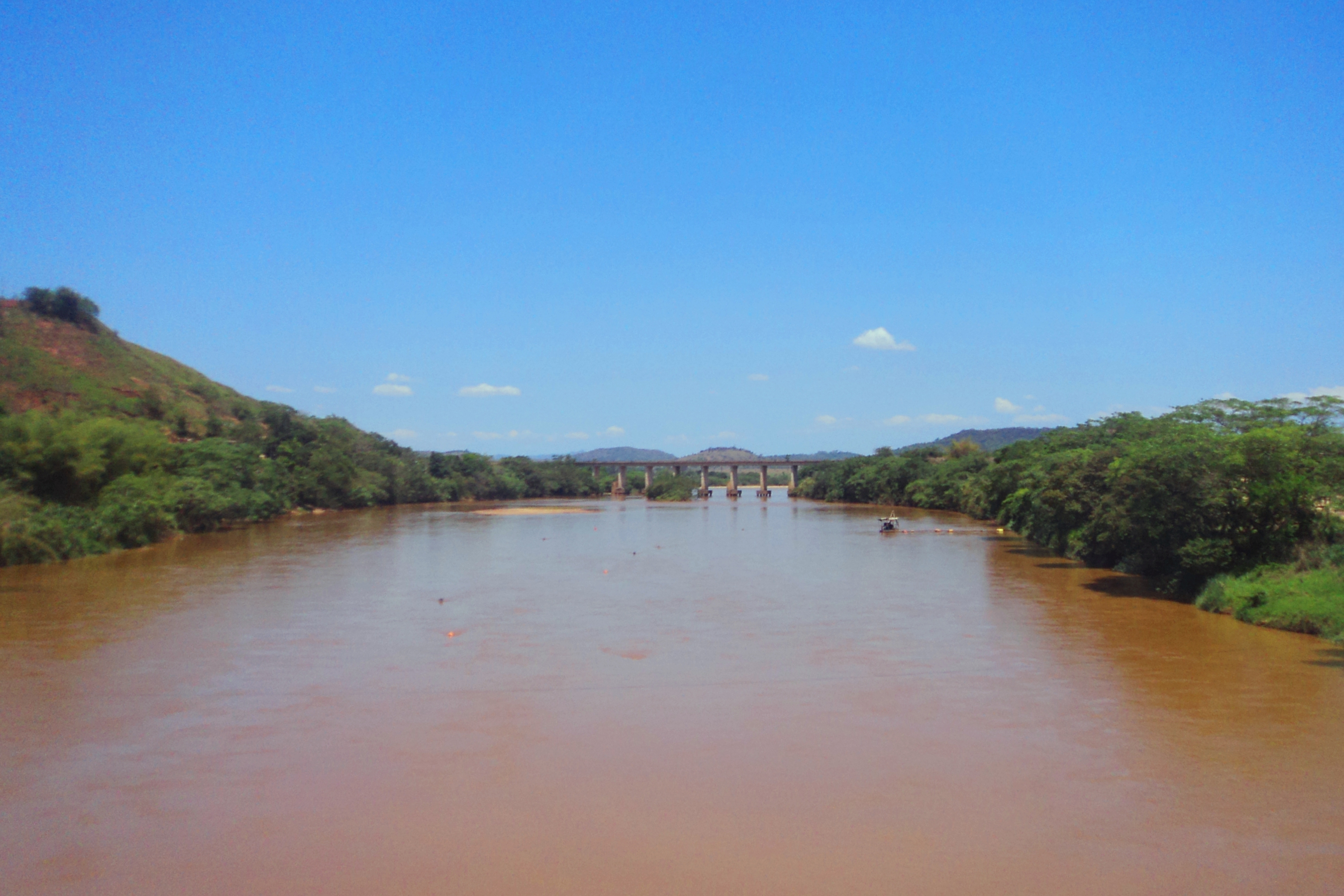
Rio Santo Antônio na divisa com Belo Oriente

Naque está a uma altitude média de 200 metros acima do nível no mar e a cidade é banhada pelo rio Santo Antônio, fazendo parte da bacia do rio Doce. Ocasionalmente, na estação seca, é comum a formação de bancos de areia nos rios devido à falta de chuva e ao posterior volume de água reduzido. Por outro lado, na estação das chuvas, os cursos hidrográficos que cortam o município sofrem com a elevação de seus níveis, provocando enchentes em suas margens, o que exige a existência de um sistema de alerta contra enchentes eficaz. Atualmente existe uma série de estações pluviométricas, fluviométricas e telemétricas instaladas na região, que são administradas pela Companhia de Pesquisa de Recursos Minerais (CPRM), Agência Nacional de Águas e Saneamento Básico (ANA) e Usina Hidrelétrica de Baguari e que visam a alertar a população de uma possível enchente.
A vegetação predominante no município é a Mata Atlântica, sendo que os principais problemas ambientais presentes, segundo a prefeitura em 2010, eram o assoreamento de corpos d'água, a poluição hídrica, a poluição do ar, as queimadas e a contaminação do solo, no entanto a cidade possui um Conselho Municipal de Meio Ambiente, criado no ano de 1997 e de caráter paritário, e Fundo Municipal de Meio Ambiente. Há considerável presença de pastagens e do reflorestamento com eucalipto para abastecer a usina da Cenibra, situada no município vizinho de Belo Oriente.

### Clima
| Maiores acumulados diários de chuva registrados em Naque por meses | Maiores acumulados diários de chuva registrados em Naque por meses | Maiores acumulados diários de chuva registrados em Naque por meses | Maiores acumulados diários de chuva registrados em Naque por meses | Maiores acumulados diários de chuva registrados em Naque por meses | Maiores acumulados diários de chuva registrados em Naque por meses |
| Mês                                                                | Acumulado                                                          | Data                                                               | Mês                                                                | Acumulado                                                          | Data                                                               |
| ------------------------------------------------------------------ | ------------------------------------------------------------------ | ------------------------------------------------------------------ | ------------------------------------------------------------------ | ------------------------------------------------------------------ | ------------------------------------------------------------------ |
| Janeiro                                                            | 161,5 mm                                                           | 04/01/1994                                                         | Julho                                                              | 36,4 mm                                                            | 23/07/2001                                                         |
| Fevereiro                                                          | 131,7 mm                                                           | 17/02/2005                                                         | Agosto                                                             | 73,9 mm                                                            | 30/08/1990                                                         |
| Março                                                              | 144,8 mm                                                           | 23/03/2014                                                         | Setembro                                                           | 59,2 mm                                                            | 24/09/2002                                                         |
| Abril                                                              | 89,8 mm                                                            | 28/04/1997                                                         | Outubro                                                            | 106,7 mm                                                           | 24/10/2003                                                         |
| Maio                                                               | 74,3 mm                                                            | 02/05/1990                                                         | Novembro                                                           | 151,2 mm                                                           | 02/11/1992                                                         |
| Junho                                                              | 32 mm                                                              | 24/06/2013                                                         | Dezembro                                                           | 176,5 mm                                                           | 10/12/2006                                                         |
| Fonte: Agência Nacional de Águas e Saneamento Básico (ANA)         |                                                                    |                                                                    |                                                                    |                                                                    |                                                                    |

O clima naquense é caracterizado, segundo o IBGE, como tropical sub-quente semiúmido (tipo Aw segundo Köppen), tendo temperatura média anual de 21 °C com invernos secos e amenos e verões chuvosos e com temperaturas elevadas. Os meses mais quentes, fevereiro e março, têm temperatura média de 24 °C, sendo a média máxima de 29,4 °C e a mínima de 18,7 °C. E o mês mais frio, julho, de 18,5 °C, sendo 25,2 °C e 11,8 °C as médias máxima e mínima, respectivamente. Outono e primavera são estações de transição.
A precipitação média anual é de 1 193,6 mm, sendo junho o mês mais seco, quando ocorrem apenas 11,8 mm. Em dezembro, o mês mais chuvoso, a média fica em 229,6 mm. Nos últimos anos, entretanto, os dias quentes e secos durante o inverno têm sido cada vez mais frequentes, não raro ultrapassando a marca dos 30 °C, especialmente entre julho e setembro. Em julho de 2013, por exemplo, a precipitação de chuva em Naque não passou dos 0 mm. Durante a época das secas e em longos veranicos em pleno período chuvoso também são comuns registros de queimadas em morros e matagais, principalmente na zona rural da cidade, o que contribui com o desmatamento e com o lançamento de poluentes na atmosfera.
Segundo dados da Companhia de Pesquisa de Recursos Minerais (CPRM), desde 1986 o maior acumulado de chuva registrado em 24 horas em Naque foi de 176,5 mm no dia 10 de dezembro de 2006. Outros grandes acumulados foram de 161,5 mm em 4 de janeiro de 1994, 151,2 mm em 2 de novembro de 1992 e 144,8 mm em 23 de março de 2014. De acordo com o Instituto Nacional de Pesquisas Espaciais (INPE), o município é o 268º colocado no ranking de ocorrências de descargas elétricas no estado de Minas Gerais, com uma média anual de 5,0885 raios por quilômetro quadrado.
| Dados climatológicos para Naque | Dados climatológicos para Naque | Dados climatológicos para Naque | Dados climatológicos para Naque | Dados climatológicos para Naque | Dados climatológicos para Naque | Dados climatológicos para Naque | Dados climatológicos para Naque | Dados climatológicos para Naque | Dados climatológicos para Naque | Dados climatológicos para Naque | Dados climatológicos para Naque | Dados climatológicos para Naque | Dados climatológicos para Naque |
| Mês                             | Jan                             | Fev                             | Mar                             | Abr                             | Mai                             | Jun                             | Jul                             | Ago                             | Set                             | Out                             | Nov                             | Dez                             | Ano                             |
| ------------------------------- | ------------------------------- | ------------------------------- | ------------------------------- | ------------------------------- | ------------------------------- | ------------------------------- | ------------------------------- | ------------------------------- | ------------------------------- | ------------------------------- | ------------------------------- | ------------------------------- | ------------------------------- |
| Temperatura máxima média (°C)   | 29,3                            | 29,4                            | 29,4                            | 28                              | 26,5                            | 25,6                            | 25,2                            | 26,3                            | 26,9                            | 27,7                            | 28                              | 28,3                            | 27,5                            |
| Temperatura mínima média (°C)   | 18,3                            | 18,7                            | 18,7                            | 17                              | 14,7                            | 12,8                            | 11,8                            | 12,9                            | 14,7                            | 17,2                            | 18,3                            | 18,5                            | 14,6                            |
| Precipitação (mm)               | 195,7                           | 118                             | 142,2                           | 77,1                            | 29,3                            | 14,4                            | 11,8                            | 17,5                            | 47,2                            | 111                             | 199,8                           | 229,6                           | 1 193,6                         |
| Fonte: Somar Meteorologia       |                                 |                                 |                                 |                                 |                                 |                                 |                                 |                                 |                                 |                                 |                                 |                                 |                                 |

## Demografia
Segundo o censo de 2022, realizado pelo Instituto Brasileiro de Geografia e Estatística (IBGE), a população do município foi estimada em 6 303 habitantes. Já segundo o censo de 2010, havia 6 341 habitantes. Em 2010, 3 194 habitantes eram homens e 3 147 habitantes mulheres. Ainda segundo o mesmo censo, 5 961 habitantes viviam na zona urbana e 380 na zona rural. Da população total, 1 644 habitantes (25,93%) tinham menos de 15 anos de idade, 4 202 habitantes (66,27%) tinham de 15 a 64 anos e 495 pessoas (7,81%) possuíam mais de 65 anos, sendo que a esperança de vida ao nascer era de 74,3 anos e a taxa de fecundidade total por mulher era de 2,0.
Em 2010, a população naquense era composta por 1 517 brancos (23,92%), 870 negros (13,82%), 16 amarelos (0,25%) e 3 938 pardos (62,10%). Considerando-se a região de nascimento, 6 259 no Sudeste (98,71%), 63 eram nascidos na Região Nordeste (1,00%), três no Sul (0,05%) e três no Centro-Oeste (0,05%). 6 053 habitantes eram naturais do estado de Minas Gerais (95,46%) e, desse total, 3 444 eram nascidos em Naque (54,31%). Entre os 288 naturais de outras unidades da federação, São Paulo era o estado com maior presença, com 129 pessoas (2,04%), seguido pelo Espírito Santo, com 64 residentes (1,01%), e pela Bahia, com 35 habitantes residentes no município (0,57%).
O Índice de Desenvolvimento Humano Municipal (IDH-M) de Naque é considerado médio pelo Programa das Nações Unidas para o Desenvolvimento (PNUD), sendo que seu valor é de 0,675 (o 2545º maior do Brasil). A cidade possui a maioria dos indicadores próximos à média nacional segundo o PNUD. Considerando-se apenas o índice de educação o valor é de 0,592, o valor do índice de longevidade é de 0,822 e o de renda é de 0,632. De 2000 a 2010, a proporção de pessoas com renda domiciliar per capita de até meio salário mínimo reduziu em 62,7% e em 2010, 81,7% da população vivia acima da linha de pobreza, 13,5% encontrava-se na linha da pobreza e 4,8% estava abaixo e o coeficiente de Gini, que mede a desigualdade social, era de 0,43, sendo que 1,00 é o pior número e 0,00 é o melhor. A participação dos 20% da população mais rica da cidade no rendimento total municipal era de 47,5%, ou seja, dez vezes superior à dos 20% mais pobres, que era de 4,9%.
De acordo com dados do censo de 2010 realizado pelo IBGE, a população de Naque está composta por: 3 142 católicos (49,55%), 2 333 evangélicos (36,79%), 770 pessoas sem religião (12,15%), 51 testemunhas de Jeová (0,81%) e 0,70% estão divididos entre outras religiões.

## Política e administração

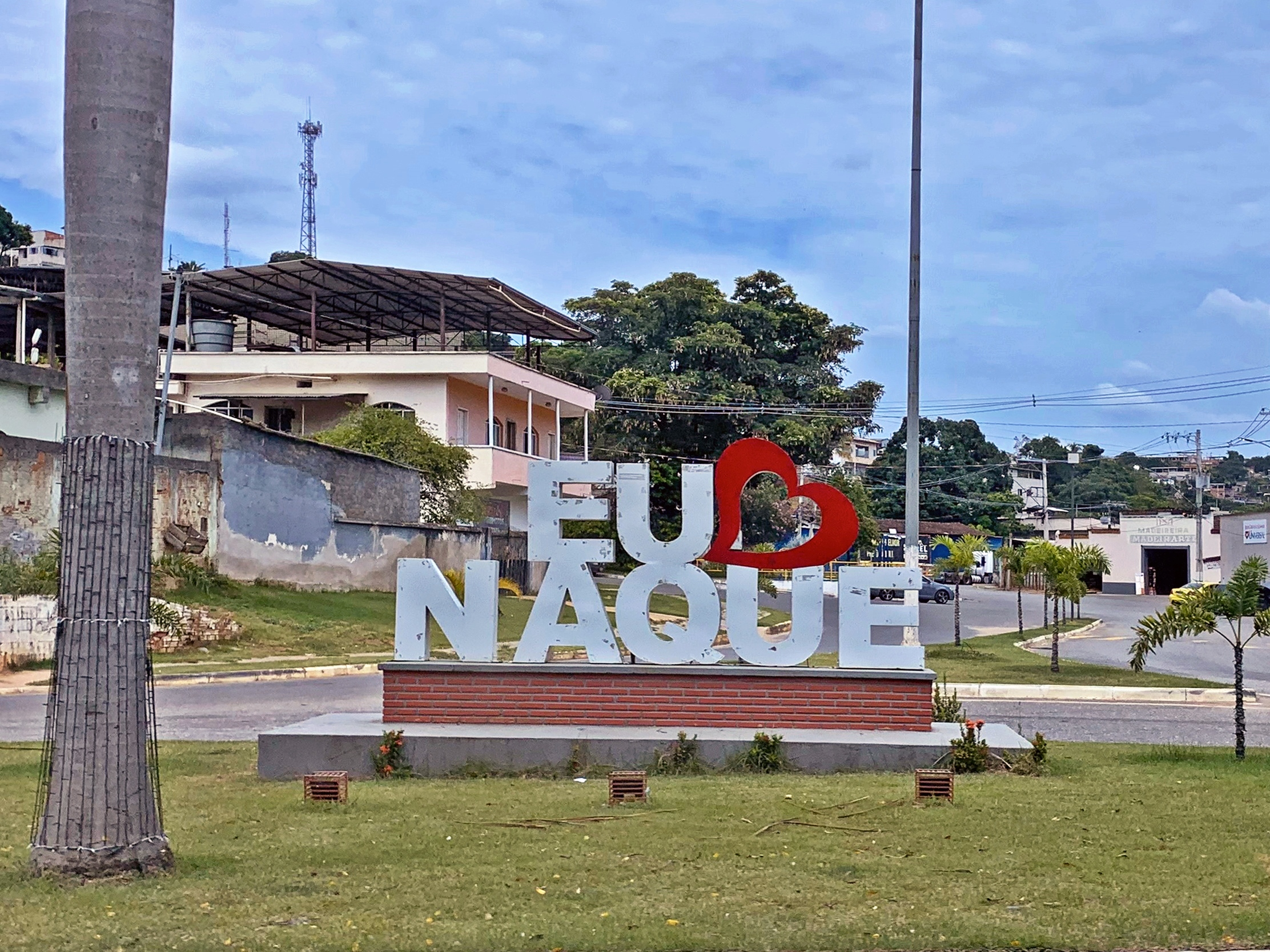
Letreiro "Eu Amo Naque" na margem da BR-381

A administração municipal se dá pelos Poderes Executivo e Legislativo. O Executivo é exercido pelo prefeito, auxiliado pelo seu gabinete de secretários. Hélio Pinto de Carvalho, do Partido da Social Democracia Brasileira (PSDB), foi o candidato eleito nas eleições municipais de 2012 e reeleito em 2016 com 39,60% dos votos válidos, ao lado de Fernando da Costa Silva (PROS) como vice-prefeito. Com o falecimento de Hélio, em 13 de julho de 2019, o cargo de prefeito foi assumido pelo vice.
O Poder Legislativo, por sua vez, é constituído pela câmara municipal, composta por nove vereadores. Cabe à casa elaborar e votar leis fundamentais à administração e ao Executivo, especialmente o orçamento participativo (Lei de Diretrizes Orçamentárias).
Em complementação ao processo Legislativo e ao trabalho das secretarias, existem também conselhos municipais em atividade, entre os quais dos direitos da criança e do adolescente, criado em 2000, tutelar (2000) e de políticas para mulheres (2006). Naque se rege por sua lei orgânica e é termo da Comarca de Açucena, do Poder Judiciário estadual, de primeira entrância, juntamente com o município de Belo Oriente. O município possuía, em janeiro de 2017, 5 485 eleitores, de acordo com o Tribunal Superior Eleitoral (TSE), o que representa 0,35% do eleitorado mineiro.

## Economia
No Produto Interno Bruto (PIB) de Naque, destacam-se a agropecuária e a área de prestação de serviços. De acordo com dados do IBGE, relativos a 2011, o PIB do município era de R$ 38 849 mil. 1 714 mil eram de impostos sobre produtos líquidos de subsídios a preços correntes e o PIB per capita era de R$ 6 072,06. Em 2010, 61,2% da população maior de 18 anos era economicamente ativa, enquanto que a taxa de desocupação era de 11,7%. Salários juntamente com outras remunerações somavam 8 934 mil reais e o salário médio mensal de todo município era de 1,5 salários mínimos. Havia 95 unidades locais e 95 empresas atuantes.
Setor primário
| Produção de mandioca, cana-de-açúcar e milho (2012) | Produção de mandioca, cana-de-açúcar e milho (2012) | Produção de mandioca, cana-de-açúcar e milho (2012) |
| --------------------------------------------------- | --------------------------------------------------- | --------------------------------------------------- |
| Produto                                             | Área colhida (hectares)                             | Produção (tonelada)                                 |
| Mandioca                                            | 128                                                 | 704                                                 |
| Cana-de-açúcar                                      | 10                                                  | 700                                                 |
| Milho                                               | 180                                                 | 270                                                 |

A pecuária e a agricultura representam o setor menos relevante na economia de Naque. Em 2011, de todo o PIB da cidade, 3 287 mil reais era o valor adicionado bruto da agropecuária, enquanto que em 2010, 20,89% da população economicamente ativa do município estava ocupada no setor. Segundo o IBGE, em 2012 o município possuía um rebanho de dez asininos, 6 770 bovinos, 41 bubalinos, 500 equinos, 200 muares, 100 ovinos, 430 suínos e 75 mil aves, entre estas 5 mil galinhas e 70 mil galos, frangos e pintinhos. Neste mesmo ano, a cidade produziu 2 200 mil litros de leite de 1 900 vacas, 20 mil dúzias de ovos de galinha e 2 500 quilos de mel de abelha.
Na lavoura temporária, são produzidas principalmente a mandioca (704 toneladas produzidas e 128 hectares cultivados), a cana-de-açúcar (700 toneladas e dez hectares) e o milho (270 toneladas e 180 hectares), além do arroz e do feijão. Já na lavoura permanente, destacam-se a banana (55 toneladas produzidas e cinco hectares cultivados), a laranja (45 toneladas produzidas e três hectares cultivados) e o coco-da-baía (32 mil frutos e quatro hectares).
Setores secundário e terciário

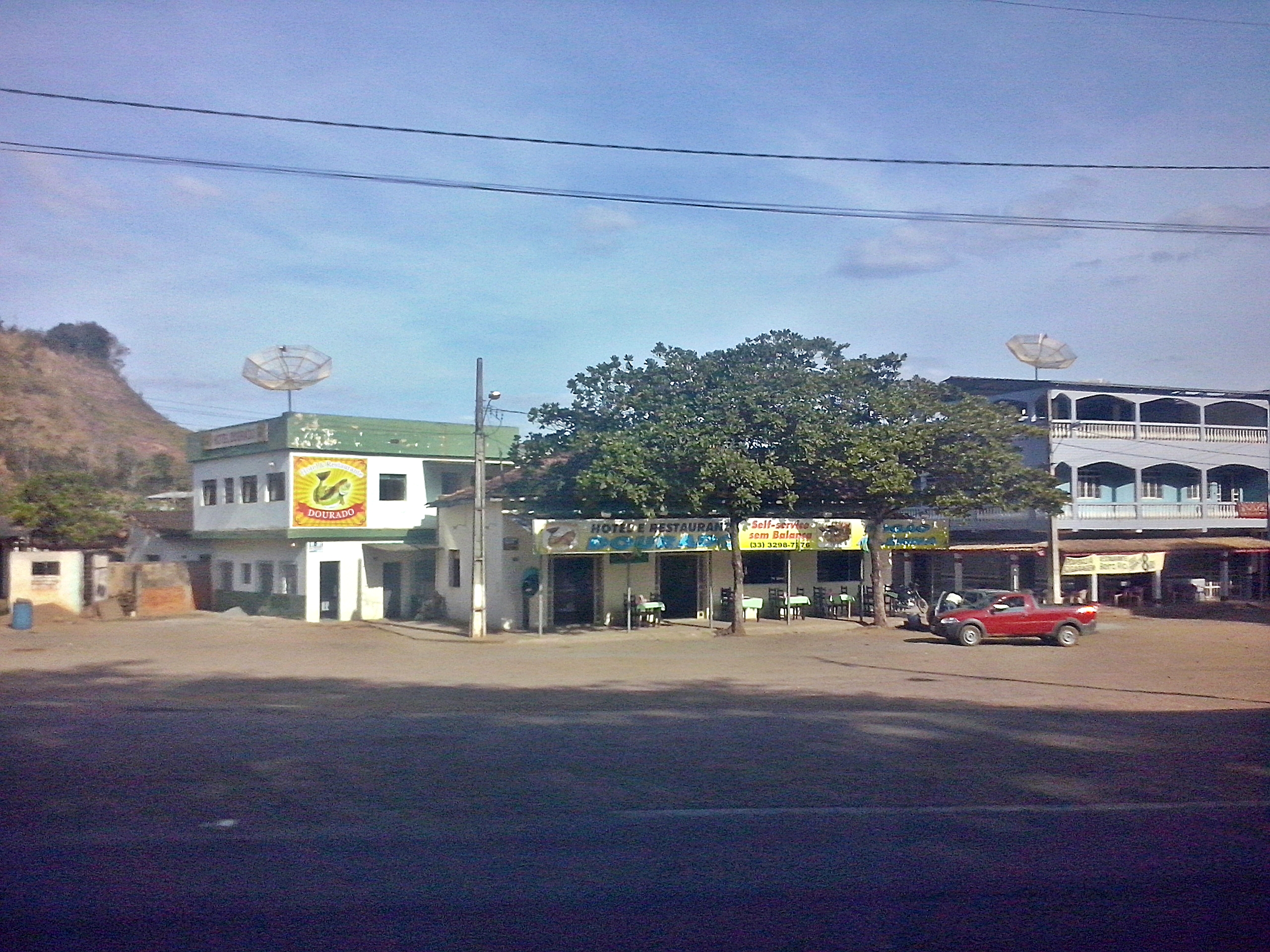
Comércio às margens da BR-381

A indústria, em 2011, era o setor segundo mais relevante para a economia do município. 4 784 reais do PIB municipal eram do valor adicionado bruto do setor secundário. A produção industrial ainda é incipiente na cidade, mesmo que comece a dar sinais de aprimoramento, sendo resumida principalmente à agroindústria e à extração de madeira, em especial do eucalipto, para suprir à demanda das siderúrgicas da Região Metropolitana do Vale do Aço, como da Cenibra. Em 2012, de acordo com o IBGE, foram extraídos 19 244 metros cúbicos de madeira em tora destinada à produção de papel e celulose e segundo estatísticas do ano de 2010, 0,11% dos trabalhadores de Naque estavam ocupados no setor industrial extrativista e 5,83% na indústria de transformação. Neste mesmo ano, 15,26% da população ocupada estava empregada no setor de construção, 1,29% nos setores de utilidade pública, 11,11% no comércio e 41,94% no setor de serviços e em 2011, 29 064 reais do PIB municipal eram do valor adicionado bruto do setor terciário.

## Infraestrutura

### Habitação e criminalidade
No ano de 2010, a cidade tinha 1 830 domicílios particulares permanentes. Desse total, 1 767 eram casas, 57 eram apartamentos, quatro eram casas de vila ou em condomínios e dois eram habitações em casa de cômodos ou cortiço. Do total de domicílios, 1 339 são imóveis próprios (1 333 já quitados e seis em aquisição), 322 foram alugados, 168 foram cedidos (47 cedidos por empregador e 121 cedidos de outra forma) e um foi ocupado sob outra condição. Parte dessas residências conta com água tratada, energia elétrica, esgoto, limpeza urbana, telefonia fixa e telefonia celular. 1 689 domicílios eram atendidos pela rede geral de abastecimento de água (92,29% do total); 1 795 (98,08%) possuíam banheiros para uso exclusivo das residências; 1 584 (86,55% deles) eram atendidos por algum tipo de serviço de coleta de lixo; e 1 819 (99,39%) possuíam abastecimento de energia elétrica.
A criminalidade ainda é um problema presente em Naque. Entre 2006 e 2008, foram registrados dois homicídios (um em 2006 e outro em 2007), um suicídio (em 2007) e dois óbitos por acidentes de transito (ambos em 2008).

### Saúde e educação

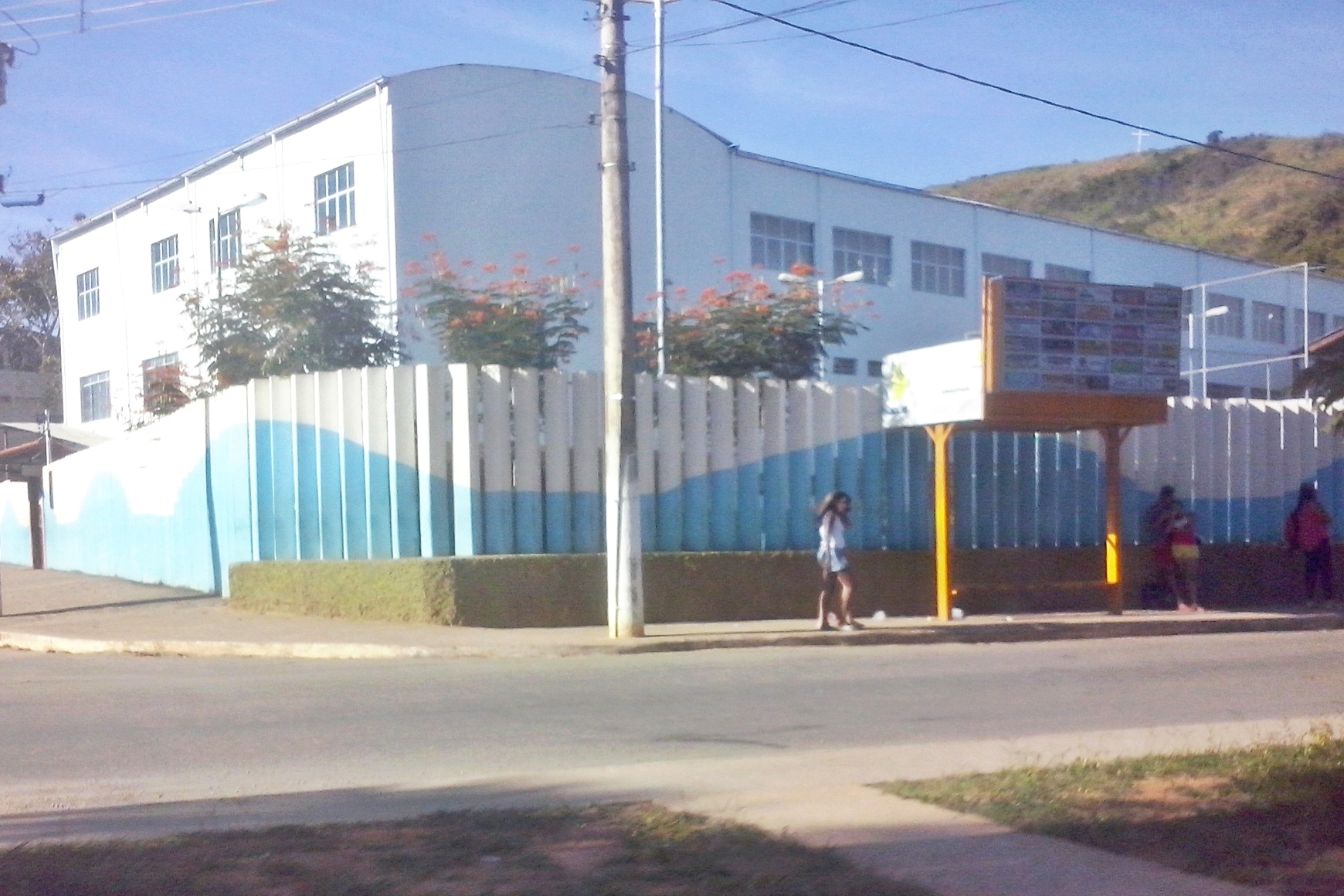
Vista da Escola Municipal Pedro Fernandes Mafra

Em 2009, o município possuía sete estabelecimentos de saúde entre hospitais, pronto-socorros, postos de saúde e serviços odontológicos, sendo seis públicos (todos municipais) e um privado. Todos os estabelecimentos faziam parte do Sistema Único de Saúde (SUS). Em 2012, 99,7% das crianças menores de 1 ano de idade estavam com a carteira de vacinação em dia. Em 2011, foram registrados 103 nascidos vivos, sendo que o índice de mortalidade infantil neste ano foi nulo, ou seja, não houve registros óbitos de crianças menores de cinco anos de idade. Em 2010, 10,49% das mulheres de 10 a 17 anos tiveram filhos (todas acima dos 15 anos) e a taxa de atividade entre meninas de 10 a 14 anos era de 6,18%. 1 554 crianças foram pesadas pelo Programa Saúde da Família em 2012, sendo que 0,6% delas estavam desnutridas.
Na área da educação, o Índice de Desenvolvimento da Educação Básica (IDEB) médio entre as escolas públicas de Naque era, no ano de 2011, de 4,4 (numa escala de avaliação que vai de nota 1 à 10), sendo que a nota obtida por alunos do 5º ano (antiga 4ª série) foi de 5,7 e do 9º ano (antiga 8ª série) foi de 3,0; o valor das escolas públicas de todo o Brasil era de 4,0. Em 2010, 1,03% das crianças com faixa etária entre sete e quatorze anos não estavam cursando o ensino fundamental. A taxa de conclusão, entre jovens de 15 a 17 anos, era de 50,6% e o percentual de alfabetização de jovens e adolescentes entre 15 e 24 anos era de 98,8%. A distorção idade-série entre alunos do ensino fundamental, ou seja, com com idade superior à recomendada, era de 8,7% para os anos iniciais e 36,8% nos anos finais e, no ensino médio, a defasagem chegava a 28,4%. Dentre os habitantes de 18 anos ou mais, 42,90% tinham completado o ensino fundamental e 27,16% o ensino médio, sendo que a população tinha em média 8,69 anos esperados de estudo.
Em 2010, de acordo com dados da amostra do censo demográfico, da população total, 1 905 habitantes frequentavam creches e/ou escolas. Desse total, 16 frequentavam creches, 202 estavam no ensino pré-escolar, 47 na classe de alfabetização, 69 na alfabetização de jovens e adultos, 71 no ensino fundamental, 34 no ensino médio, 71 na educação de jovens e adultos do ensino fundamental, 34 na educação de jovens e adultos do ensino médio, nove na especialização de nível superior e 139 em cursos superiores de graduação. 4 436 pessoas não frequentavam unidades escolares, sendo que 785 nunca haviam frequentado e 3 651 haviam frequentado alguma vez. O município contava, em 2012, com aproximadamente 1 494 matrículas nas instituições de ensino da cidade, que eram a Escola Municipal Pequeno Príncipe (creche e educação infantil), Escola Municipal Pedro Fernandes Mafra (1º ao 5º ano do ensino fundamental) e Escola Estadual Dom Hermínio Malzone Hugo (6º ao 9º ano do ensino fundamental e ensino médio).
| Ensino pré-escolar | 193   | 8  | 1 |
| Ensino fundamental | 1 005 | 54 | 2 |
| Ensino médio       | 296   | 15 | 1 |

### Comunicação e serviços básicos
O código de área (DDD) de Naque é 033 e o Código de Endereçamento Postal (CEP) vai de 35117-000 a 35117-999. No dia 10 de novembro de 2008, o município passou a ser servido pela portabilidade, juntamente com outros municípios com o mesmo DDD. A portabilidade é um serviço que possibilita a troca da operadora sem a necessidade de se trocar o número do aparelho.
A responsável pelo serviço de abastecimento de energia elétrica é a Companhia Energética de Minas Gerais (Cemig). Segundo a empresa, em 2003 havia 1 791 consumidores e foram consumidos 3 169 278 KWh de energia. Já o serviço de abastecimento de água e coleta de esgoto da cidade é feito pela Companhia de Saneamento de Minas Gerais (Copasa), sendo que em 2008 havia 1 883 unidades consumidoras e eram distribuídos em média 1 002 m³ de água tratada por dia. A água fornecida à população é captada pela autarquia no rio Santo Antônio.

### Transportes

Avenida José Martins Morais Jr. no interior da cidade

A frota municipal no ano de 2012 era de 1 206 veículos, sendo 641 automóveis, 34 caminhões, cinco caminhões-trator, 72 caminhonetes, 18 caminhonetas, cinco micro-ônibus, 377 motocicletas, sete motonetas, 17 ônibus, um utilitário e 29 classificados como outros tipos de veículos. Naque possui acesso à BR-381, que começa em São Mateus, no litoral do Espírito Santo, passa por Governador Valadares, pelo Vale do Aço, Região Metropolitana de Belo Horizonte e sul de Minas e termina na cidade de São Paulo. Ainda há estradas secundárias ligando a cidade a povoados rurais e aos municípios vizinhos.
O município é atendido por transporte ferroviário de passageiros proporcionado pela Estrada de Ferro Vitória a Minas (EFVM). A estação do município foi inaugurada em 13 de fevereiro de 1950, oferecendo transporte de passageiros com saídas diárias para Belo Horizonte e Vitória ou outras cidades que possuam estações. O trecho da BR-381 que corta a cidade foi construído no final da década de 1960, em conclusão à ligação de Ipatinga a Governador Valadares através da antiga MG-4, sendo que a chegada da rodovia foi um dos fatores para o desenvolvimento do então distrito pertencente a Açucena, que viria a se emancipar na década de 90. Também há transporte intermunicipal de viações de ônibus, como a Gontijo (linhas que interligam várias cidades do Brasil e passam por Naque).

## Cultura

### Instituições culturais
O órgão gestor da cultura no município atua subordinadamente à chefia do poder executivo. Dentre os espaços culturais, destaca-se a existência de biblioteca mantida pelo poder público municipal e videolocadoras, segundo o IBGE em 2005 e 2012. Também há equipes artísticas de manifestação tradicional popular, de acordo com o IBGE em 2012.

### Eventos e atrativos

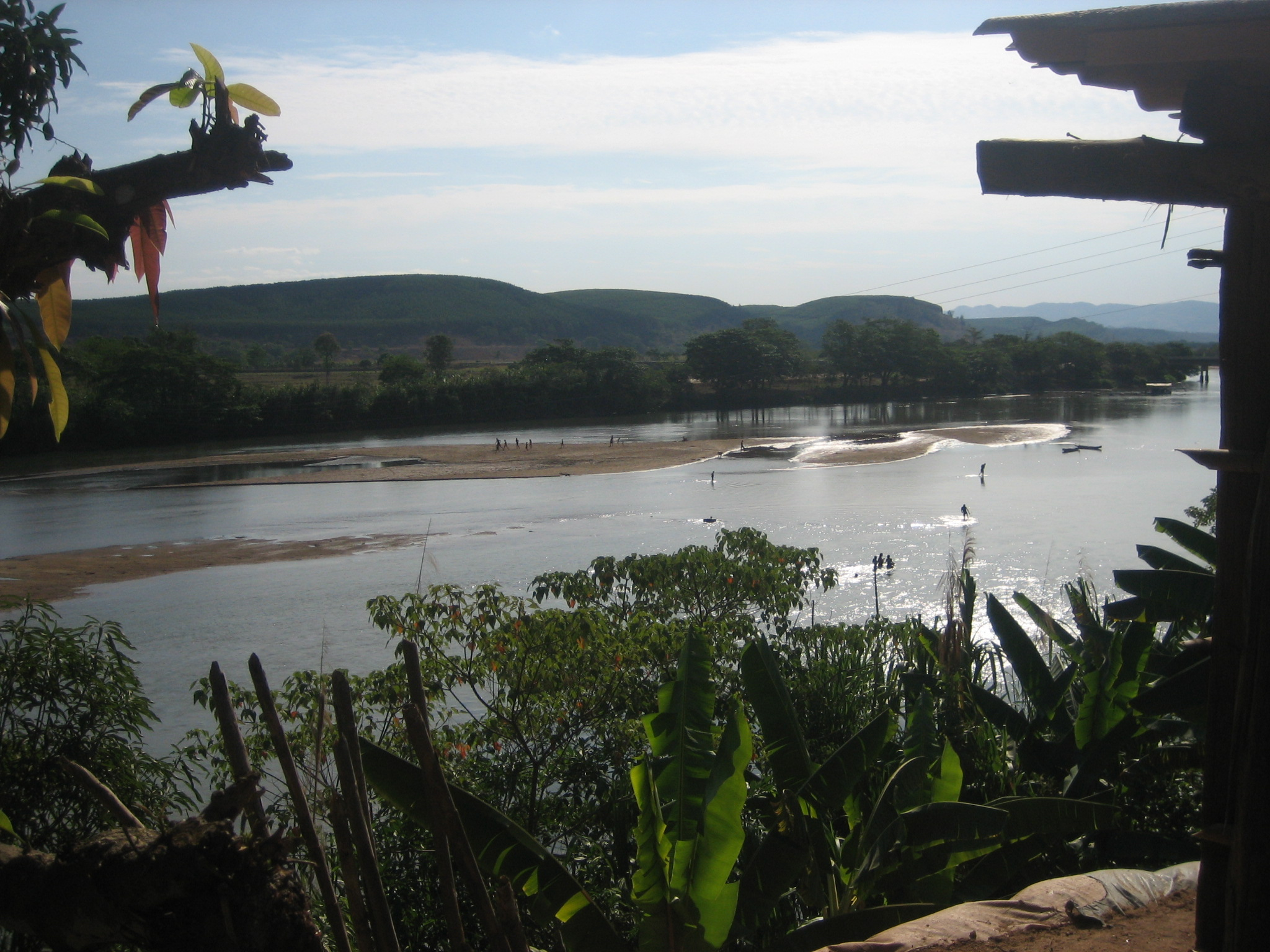
Rio Santo Antônio com pouco volume de água, em um mês de outubro. Observe que há pessoas se banhando e atravessando de uma margem à outra.

Dentre os principais eventos realizados regularmente em Naque, que configuram-se como importantes atrativos imateriais, destacam-se a Festa de Santo Antônio, padroeiro municipal, organizada anualmente pela Igreja Católica em junho; as festas juninas, entre junho e julho; a Cavalgada de Naque, em julho, com quatro dias seguidos de rodeios profissionais, espetáculos musicais com bandas regionais ou nacionalmente conhecidas, apresentações de motocross, concursos, exposições e outras atrações; e as festividades do aniversário da cidade, que é comemorado no dia 21 de dezembro mas tem programação que envolve dias seguidos com apresentações musicais, competições esportivas e cultos e missas comemorativos.
Os principais atrativos físicos de Naque são as trilhas, matas, fazendas e cachoeiras existentes na zona rural do município, além das águas do rio Santo Antônio, que em determinadas épocas do ano proporcionam banhos e mergulhos. No perímetro urbano, destacam-se como pontos de referência a Igreja Matriz de Santo Antônio e o cemitério municipal.

### Feriados
Em Naque há dois feriados municipais e oito feriados nacionais, além dos pontos facultativos. Os feriados municipais são o dia de Santo Antônio, padroeiro municipal, celebrado no dia 13 de junho; e o dia do aniversário da cidade, comemorado em 21 de dezembro. De acordo com a lei federal nº 9.093, aprovada em 12 de setembro de 1995, os municípios podem ter no máximo quatro feriados municipais com âmbito religioso, já incluída a Sexta-Feira Santa.